# 松井田町入山
松井田町入山（まついだまちいりやま）は、群馬県安中市の地名。旧碓氷郡松井田町大字入山にあたる地名である。郵便番号は379-0305。

## 地理
矢ヶ崎山東方、入山川流域に位置している。
町の名前の入山峠があるが、実際は町内にない。

## 歴史
戦国時代頃からある地名であり、江戸時代に入ると碓氷関所付きとなり、安中藩領だった。

### 年表
- 1889年 町村制施行により碓氷郡松井田町、臼井町、坂本町、西横野村、九十九村、細野村が成立し、碓氷郡坂本町となる
- 1954年 松井田町、臼井町、坂本町、西横野村、九十九村、細野村の6町村が合併して新たに碓氷郡松井田町入山となる。
- 1966年11月11日 国道18号碓氷バイパスが開通する。
- 2006年3月18日 松井田町が安中市と合併し、安中市松井田町入山となる。

## 世帯数と人口
2017年（平成29年）7月31日現在の世帯数と人口は以下の通りである。
| 町丁         | 世帯数 | 人口  |
| ------------ | ------ | ----- |
| 松井田町入山 | 55世帯 | 102人 |

## 教育
市立小・中学校に通う場合、学区は以下の通りとなる。
| 番地 | 小学校               | 中学校               |
| ---- | -------------------- | -------------------- |
| 全域 | 安中市立松井田小学校 | 安中市立松井田中学校 |

## 交通

### 鉄道
鉄道駅はない。

### 道路
上信越自動車道が通過しているがICやSAはない。
国道は国道18号の碓氷バイパスが、県道は群馬県道・長野県道92号松井田軽井沢線が通過。

## 施設
- 群馬県トラック協会運転者共同休憩所
- 中区公民館

## 避難所
指定緊急避難場所
- 中区公民館 (裏に土手があり、土砂災害時の避難には注意が必要とされている。)[7]

指定避難所
- 入牧生きがいセンター[8]